# Walther Bothe
Walther Wilhelm Georg Bothe (ur. 8 stycznia 1891 w Oranienburgu, zm. 8 lutego 1957 w Heidelbergu) – niemiecki fizyk, matematyk i chemik, laureat Nagrody Nobla w dziedzinie fizyki w roku 1954 (współlaureat: Max Born) i Pour le Mérite za Naukę i Sztukę (1952).

## Życiorys
Urodził się w Oranienburgu (niedaleko Berlina). W latach 1908–1912 studiował fizykę na Uniwersytecie Berlińskim pod kierunkiem Maxa Plancka. Doktorat uzyskał w roku 1914. W okresie I wojny światowej, jako jeniec w niewoli rosyjskiej, spędził pięć lat na Syberii.
Po wojnie współpracował z Hansem Geigerem w Physikalisch-Technische Reichsanstalt w Berlinie, gdzie dokonał swoich najistotniejszych odkryć, w szczególności wspólnie z Geigerem stworzył „metodę koincydencji”. Zbudowany przez niego w związku z tym obwód elektryczny był jedną z pierwszych w historii realizacją bramki logicznej AND (1924), co miało istotne znaczenie dla późniejszej konstrukcji komputera. Badał też zjawisko Comptona. W 1929 wyjaśnił rzeczywistą naturę promieniowania kosmicznego. W 1930 r. wspólnie z H. Beckerem odkrył, że beryl bombardowany cząstkami alfa wysyła przenikliwe promieniowanie, które następnie James Chadwick zinterpretował jako strumień neutronów. W latach 1930–1932 był profesorem Uniwersytetu w Gießen. W 1932 r. został dyrektorem Instytutu Fizyki Uniwersytetu w Heidelbergu. W roku 1934 objął stanowisko dyrektora Instytutu Fizyki w Instytucie Badań Medycznych Maxa Plancka. W czasie II wojny światowej prowadził badania naukowe o charakterze wojskowym, nie widząc w tym niczego niestosownego.
Zawsze uważał się za patriotę niemieckiego. Miał szerokie zainteresowania artystyczne: doskonale grał na fortepianie, malował dobre obrazy (olejne i akwarelowe). Nie znosił krytyki.
Był żonaty z Rosjanką, Barbarą Biełow. Mieli dwoje dzieci.

## Publikacje (wybór)
- W. Bothe, Hans Geiger, Experimentaler Teil. 1921
- W. Bothe, Bemerkung yur vorstehenden Arbeit. 1921
- W. Bothe, Remarks on the Leipziger DO attempt. 1941
- W. Bothe, The distribution of velocity of the neutrons in a braking means. 1942
- W. Bothe, The vermehrung of fast neutrons in uranium and some other work from the KWI Heidelberg
- W. Bothe, Over radiation protection walls
- W Bothe, W. Fuenfer, Layer attempts with variation of the u and DO thicknesses